# Leichtathletik-Europameisterschaften 2018/5000 m der Frauen

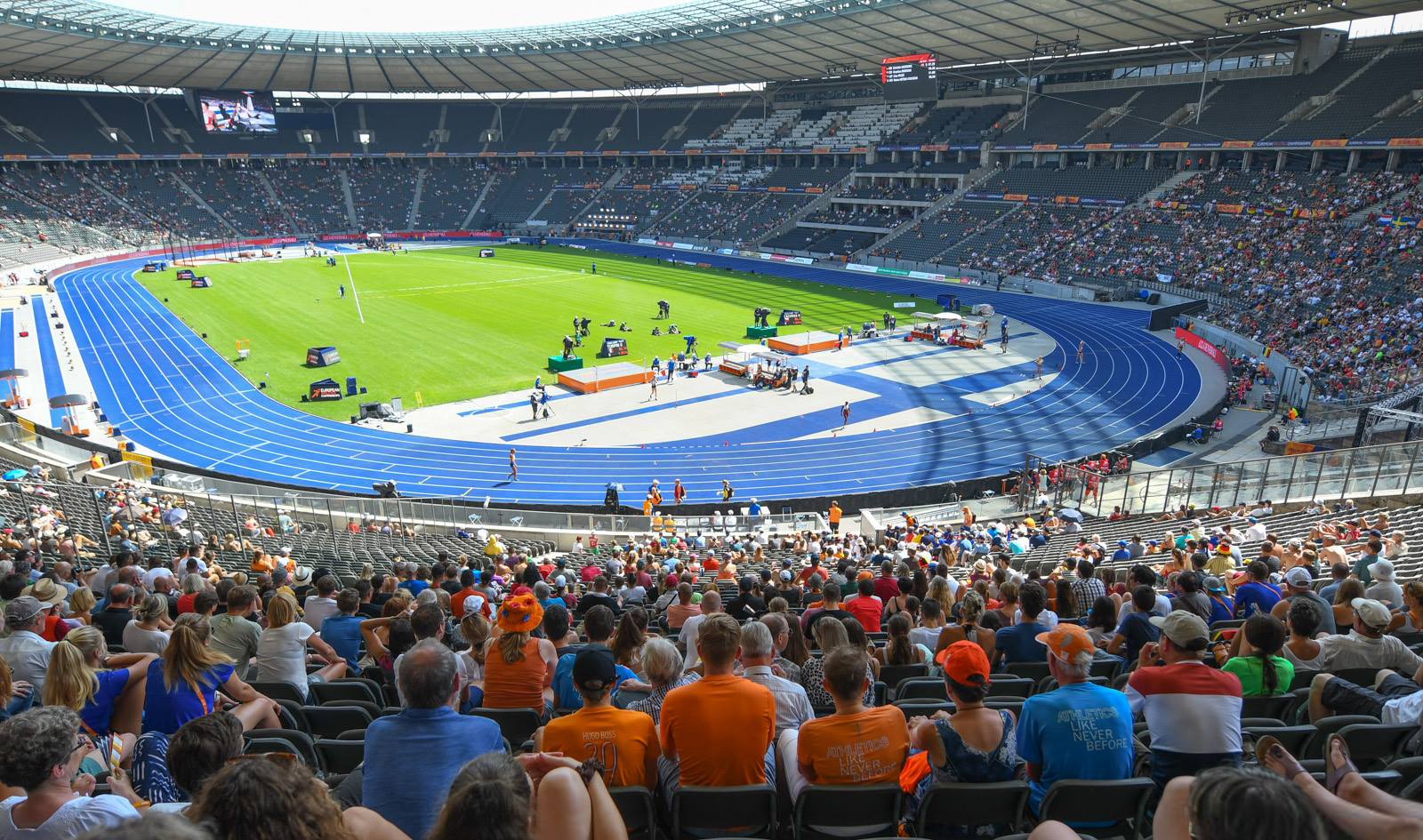
Das Berliner Olympiastadion am 9. August 2018

Der 5000-Meter-Lauf der Frauen bei den Leichtathletik-Europameisterschaften 2018 fand am 12. August im Olympiastadion in der deutschen Hauptstadt Berlin statt.
Den Europameistertitel gewann die Niederländerin Sifan Hassan. Die Britin Eilish McColgan wurde Zweite. Bronze ging an die Türkin Yasemin Can.

## Rekorde

### Bestehende Rekorde
| Weltrekord           | 14:11,15 min | Tirunesh Dibaba | Oslo, Norwegen        | 6. Juni 2008   |
| Europarekord         | 14:22,34 min | Sifan Hassan    | Rabat, Marokko        | 13. Juli 2018  |
| Meisterschaftsrekord | 14:52,20 min | Alemitu Bekele  | EM Barcelona, Spanien | 1. August 2010 |

### Rekordverbesserung
Der bestehende Meisterschaftsrekord wurde verbessert:

14:46,12 min – Sifan Hassan (Niederlande), Rennen am 12. August

## Legende
Kurze Übersicht zur Bedeutung der Symbolik – so üblicherweise auch in sonstigen Veröffentlichungen verwendet:
| CR  | Championshiprekord                       |
| PB  | Persönliche Bestleistung                 |
| SB  | Persönliche Jahresbestleistung           |
| DNF | Wettkampf nicht beendet (did not finish) |
| DSQ | disqualifiziert                          |
| IWR | Internationale Wettkampfregeln           |
| TR  | Technische Regeln                        |

## Ergebnis
12. August 2018, 20:15 Uhr MESZ
| Platz | Athletin                | Land           | Zeit (min)                       |
| ----- | ----------------------- | -------------- | -------------------------------- |
|       | Sifan Hassan            | Niederlande    | 0014:46,12 CR                    |
|       | Eilish McColgan         | Großbritannien | 0014:53,05                       |
|       | Yasemin Can             | Türkei         | 0014:57,63 SB                    |
| 4     | Konstanze Klosterhalfen | Deutschland    | 0015:03,73 SB                    |
| 5     | Melissa Courtney        | Großbritannien | 0015:04,75 PB                    |
| 6     | Susan Krumins           | Niederlande    | 0015:09,65 SB                    |
| 7     | Ancuța Bobocel          | Rumänien       | 0015:16,13 PB                    |
| 8     | Maureen Koster          | Niederlande    | 0015:21,64                       |
| 9     | Charlotta Fougberg      | Schweden       | 0015:24,36                       |
| 10    | Stephanie Twell         | Großbritannien | 0015:41,10                       |
| 11    | Katarzyna Rutkowska     | Polen          | 0015:41,52                       |
| 12    | Paulina Kaczyńska       | Polen          | 0015:49,21                       |
| 13    | Louise Carton           | Belgien        | 0015:53,27                       |
| 14    | Denise Krebs            | Deutschland    | 0016:07,98                       |
| 15    | Julija Schmatenko       | Ukraine        | 0016:41,37                       |
| DNF   | Linn Nilsson            | Schweden       |                                  |
| DNF   | Hanna Klein             | Deutschland    |                                  |
| DSQ   | Nada Ina Pauer          | Österreich     | IWR 163, TR17.4 – Bahnübertreten |
| DSQ   | Lonah Chemtai Salpeter  | Israel         | IWR 163, TR17.4 – Bahnübertreten |

| Zwischenzeiten      | Zwischenzeiten | Zwischenzeiten                                                                                        | Zwischenzeiten |
| Zwischenzeit- Marke | Zwischenzeit   | Führende                                                                                              | 1000-m-Zeit    |
| ------------------- | -------------- | --- | -------------- |
| 1000 m              | 3:03,01 min    | Eilish McColgan mit 17köpfiger Führungsgruppe                                                         | 3:03,01 min    |
| 2000 m              | 6:01,62 min    | Eilish McColgan mit 12köpfiger Führungsgruppe                                                         | 2:58,61 min    |
| 3000 m              | 8:59,58 min    | Can, Salpeter, Klosterhalfen, McColgan, Hassan, Krumins, Courtney / 5 s vor 4köpfiger Verfolgergruppe | 2:56,96 min    |
| 4000 m              | 12:03,30 min   | Salpeter, Klosterhalfen, Can, McColgan, Hassan / 2 s vor Krumins, Courtney                            | 3:03,33 min    |
| 5000 m              | 14:46,12 min   | Sifan Hassan                                                                                          | 2:42,82 min    |

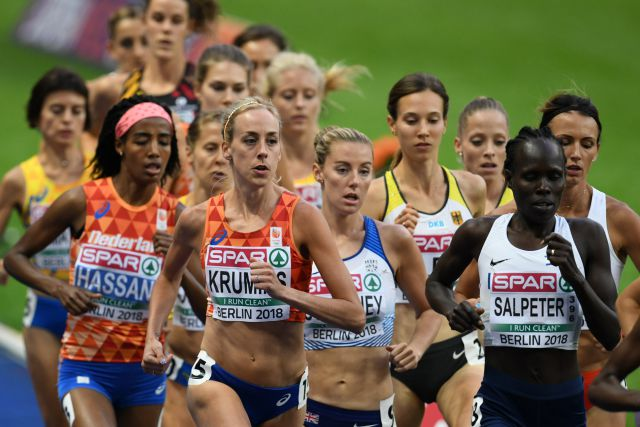
Das Feld der 5000-Meter-Läuferinnen

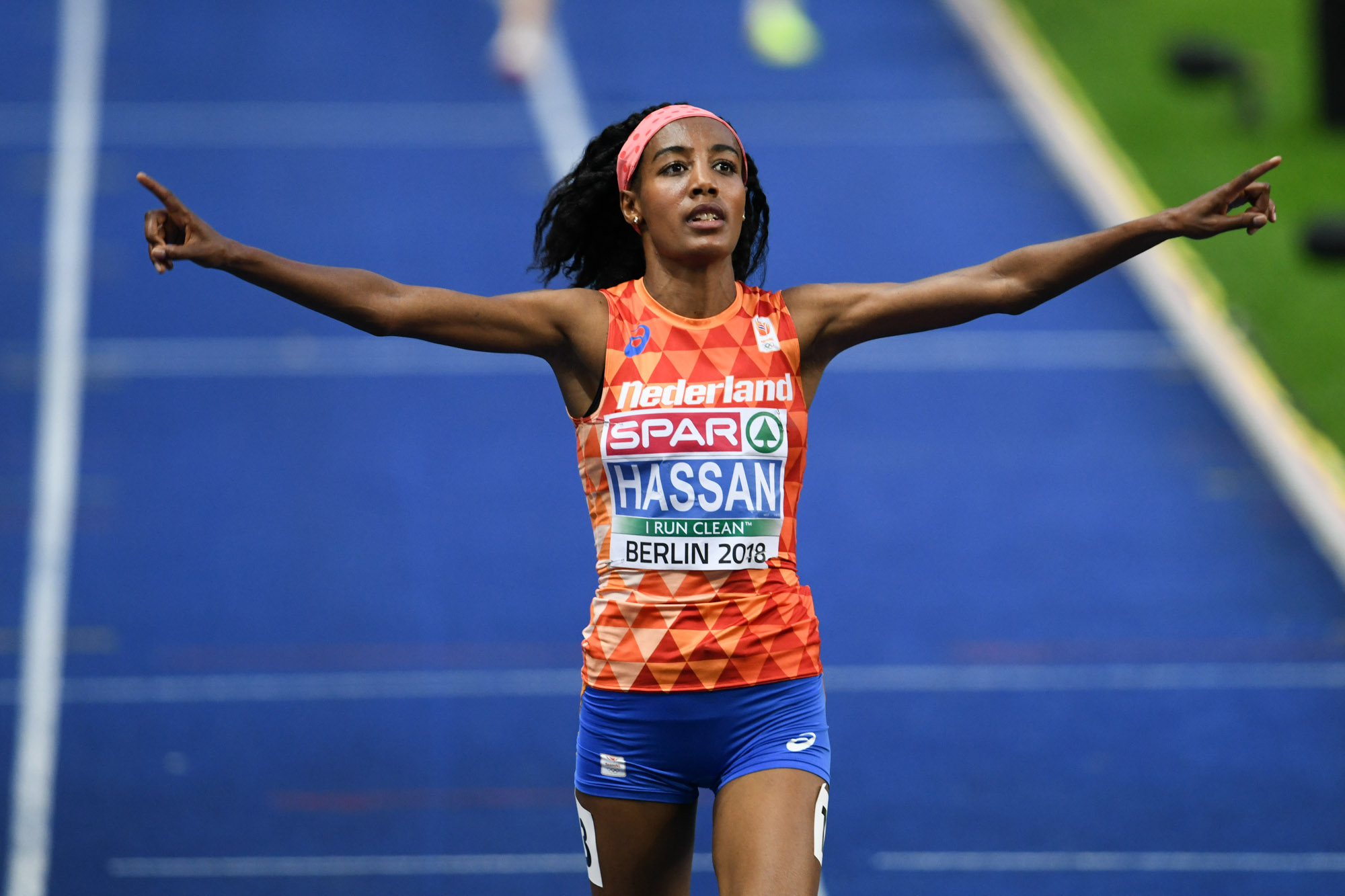
Europameisterin Sifan Hassan im Ziel des 5000-m-Rennens

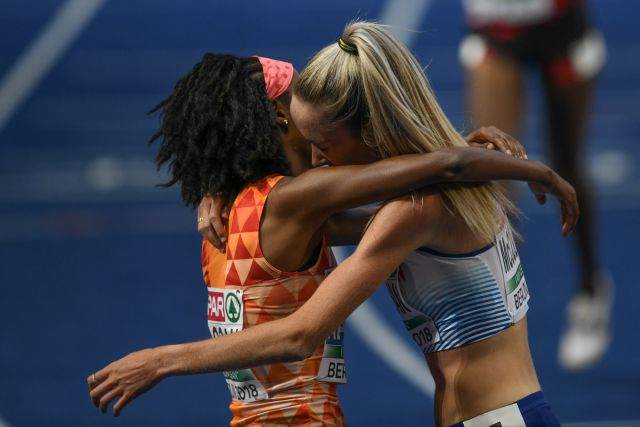
Die beiden Erstplatzierten Sifan Hassan (links) und Eilish McColgan

Wie auch bei den Männern gab es von Ausnahmen abgesehen kaum europäische Langstrecklerinnen, die auf Weltniveau mit den Afrikanerinnen konkurrieren konnten. Eine dieser Ausnahmen war die Niederländerin Sifan Hassan, die bei den Weltmeisterschaften 2017 Bronze gewonnen hatte. Sie war außerdem Vizeeuropameisterin von 2014 und hatte weitere Erfolge über 1500 Meter zu Buche stehen. Hauptkonkurrentinnen für sie waren die türkische Doppeleuropameisterin über 5000 und 10.000 Meter von 2016 Yasemin Can sowie die Israelin Lonah Chemtai Salpeter, hier in Berlin Siegerin über 10.000 Meter.
Das Rennen wurde ohne Vorläufe angesetzt, was angesichts von nur neunzehn Teilnehmerinnen problemlos möglich war. Mit der Britin Eilish McColgan an der Spitze war das Tempo nicht besonders hoch. Die 1000-Meter-Abschnitte wurden in knapp über oder knapp unter drei Minuten zurückgelegt. In der sechsten Runde übernahm Can die Führungsarbeit, das Tempo wurde dabei nicht besonders verschärft. Nach und nach verkleinerte sich das Feld und nach drei Kilometern hatte sich mit Can, Salpeter, der Deutschen Konstanze Klosterhalfen, McColgan, Hassan, der Niederländerin Susan Krumins und der Britin Melissa Courtney eine siebenköpfige Führungsgruppe gebildet, die sich ca. fünf Sekunden von einer vierköpfigen Verfolgergruppe abgesetzt hatte. Im weiteren Verlauf verloren auch Krumins und Courtney den Anschluss. Bei 4000 Metern führte Salpeter die fünfköpfige Spitzengruppe an.
Auf dem letzten Kilometer forcierte Hassan das Tempo erheblich. Sie setzte sich an die Spitze und setzte einen langgezogenen Spurt an. Kurz vor Beginn der letzten Runde setzte sich die Niederländerin von ihren Konkurrentinnen ab. Zweite war McColgan vor Salpeter, Can und Klosterhalfen. Die Deutsche musste in der ersten Kurve der Schlussrunde als Nächste abreißen lassen, dann konnte auch Can das Tempo der kleinen Verfolgergruppe nicht mehr halten. Ganz vorn lief Sifan Hassan einem sicheren Sieg entgegen und wurde neue Europameisterin. Ihr schneller Schlussabschnitt reichte aus, um mit 14:46,12 min einen neuen Europameisterschaftsrekord aufzustellen. Auch Eilish McColgan verteidigte souverän ihren zweiten Platz. Salpeter und Can kämpften um die verbleibende Bronzemedaille. Yasemin Can setzte sich schließlich durch, Lonah Chemtai Salpeter wurde am Ende wegen Verlassens der Bahn sogar noch disqualifiziert. So belegte Konstanze Klosterhalfen Rang vier vor Melissa Courtney und Susan Krumins.

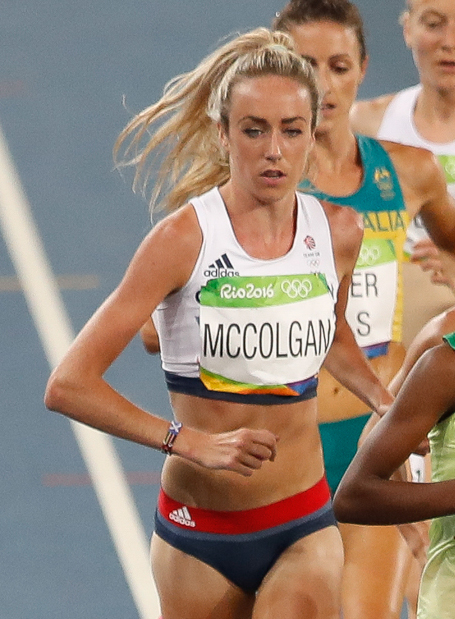
Vizeeuropameisterin Eilish McColgan
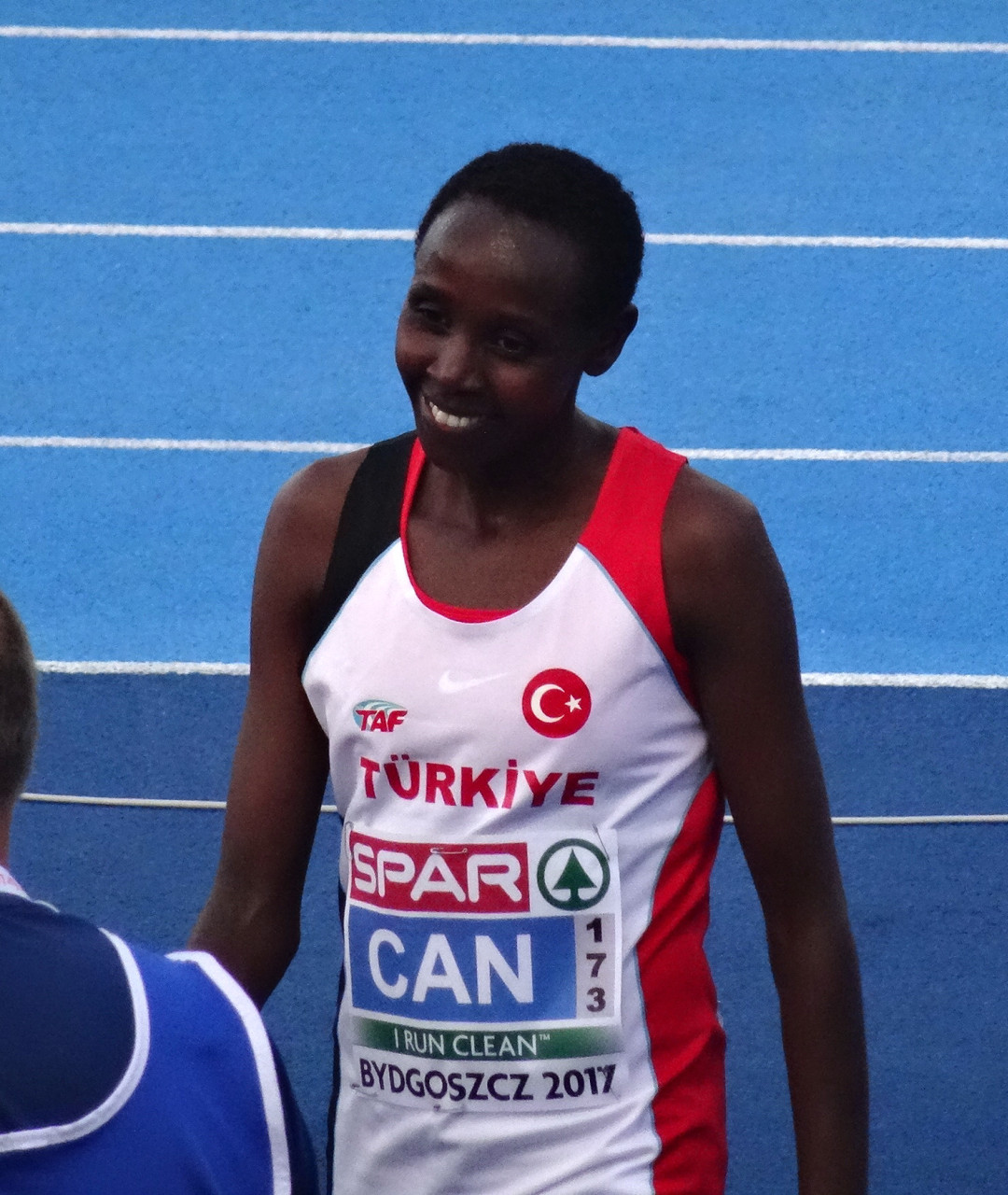
Bronzemedaillengewinnerin Yasemin Can
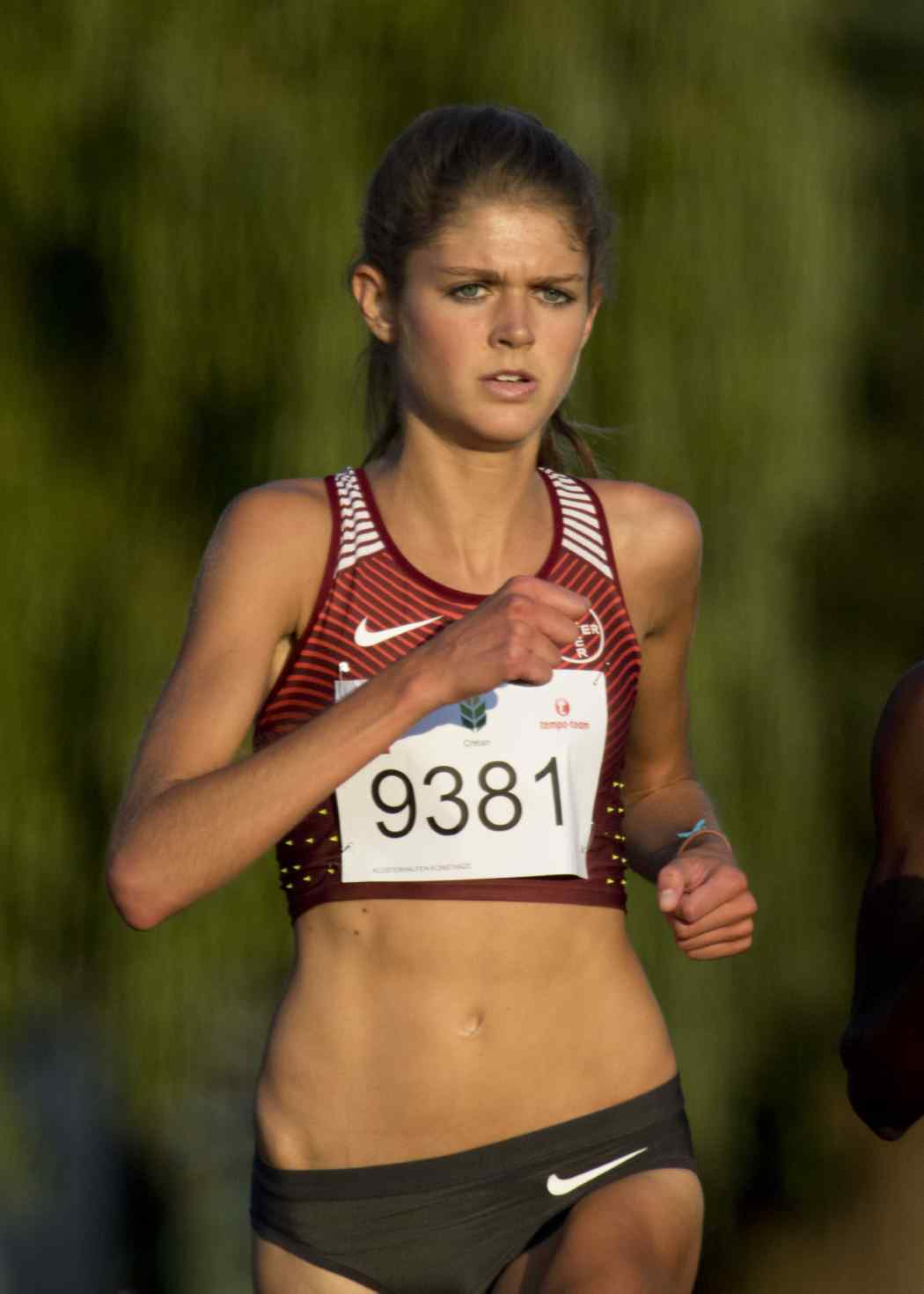
Konstanze Klosterhalfen – Platz vier
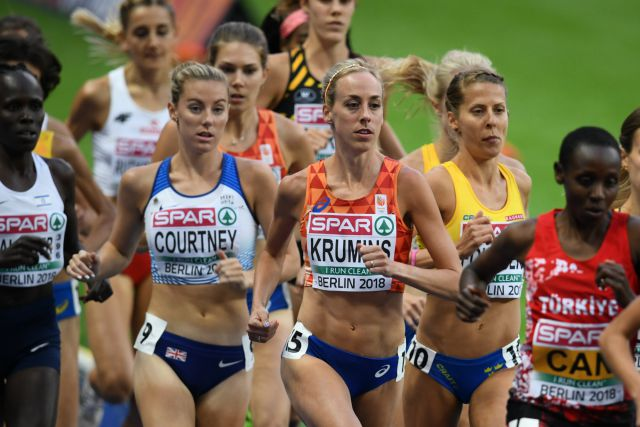
Melissa Courtney (Zweite von links) – Platz fünf

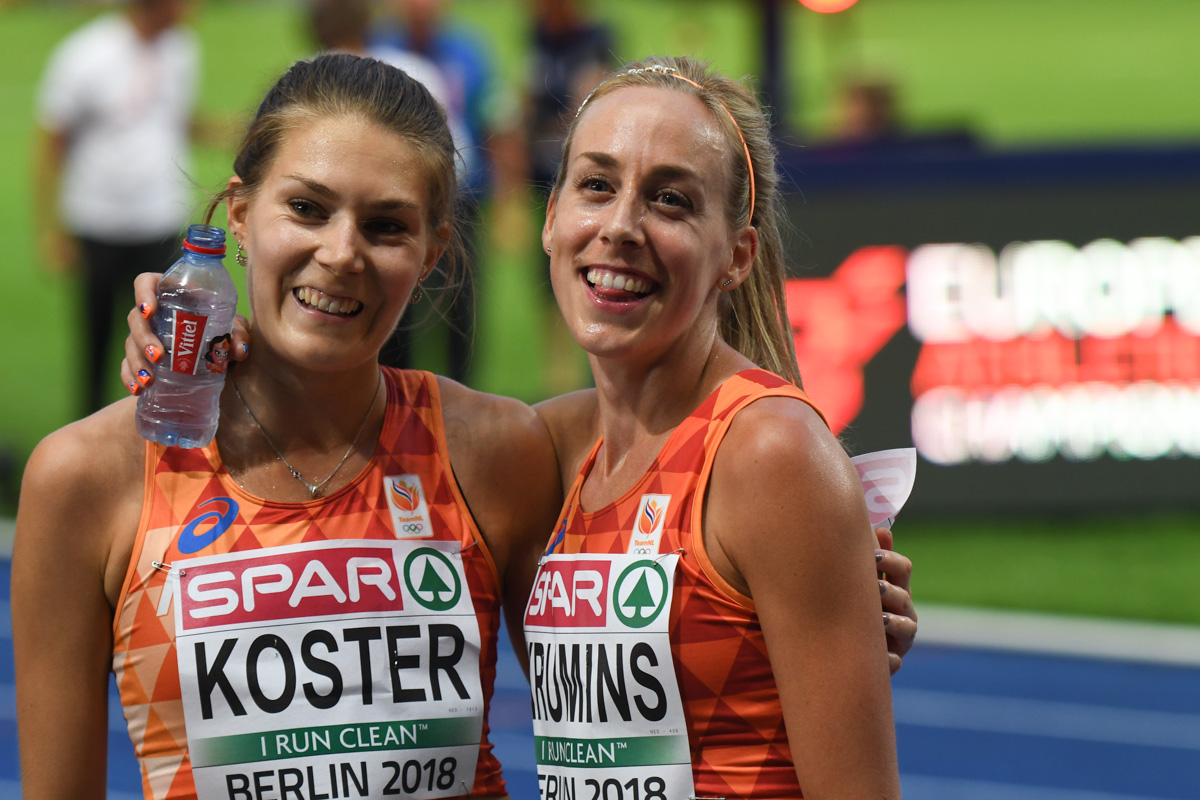
Susan Krumins (rechts), Platz sechs / Maureen Koster. Platz acht
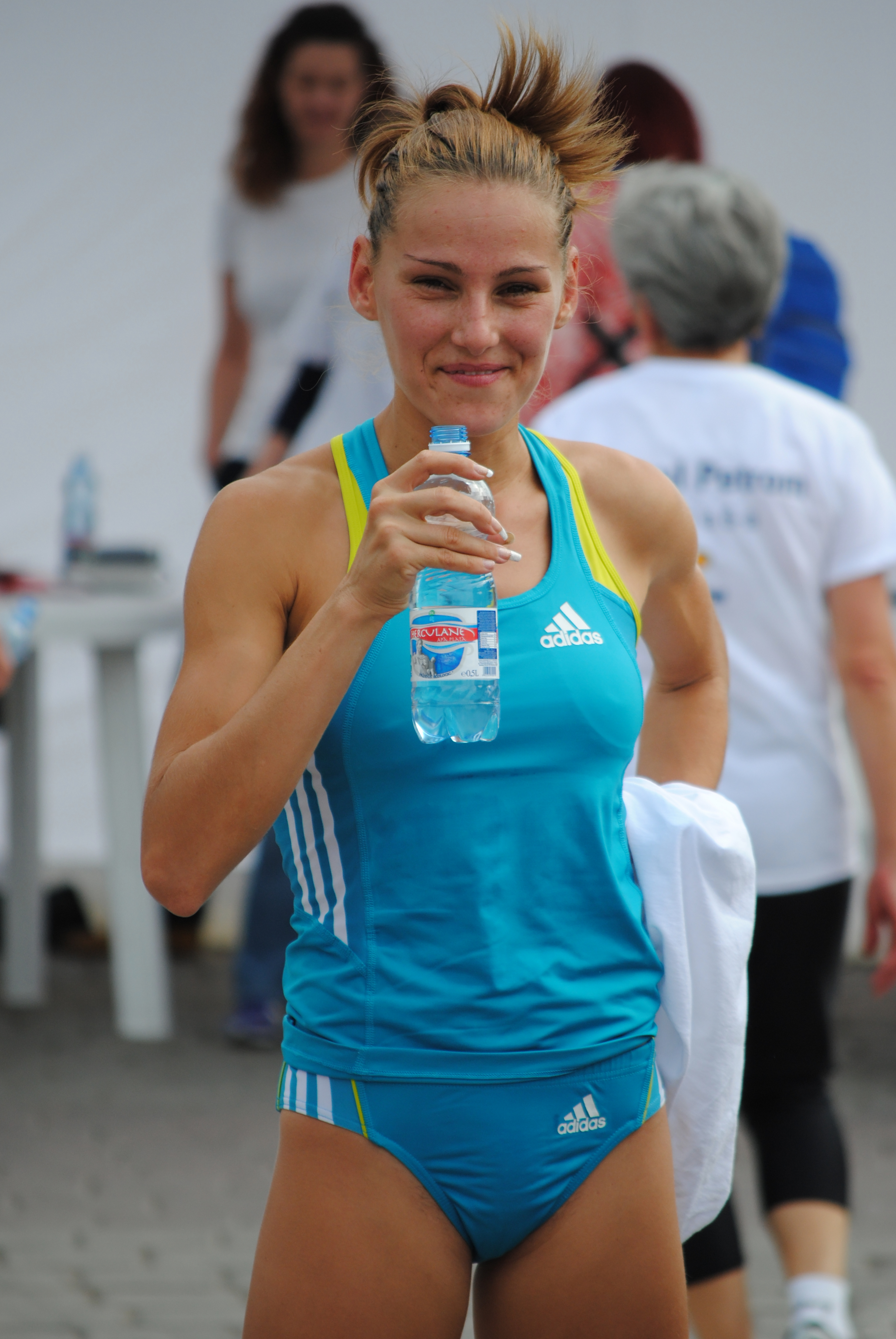
Bobocel Ancuţa – Platz sieben
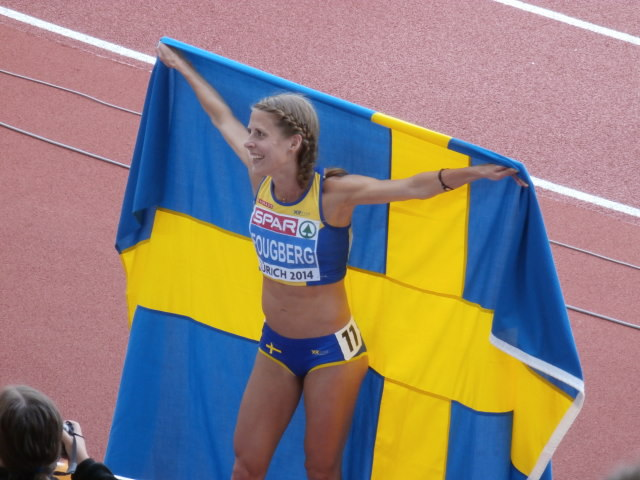
Charlotta Fougberg – Platz neun
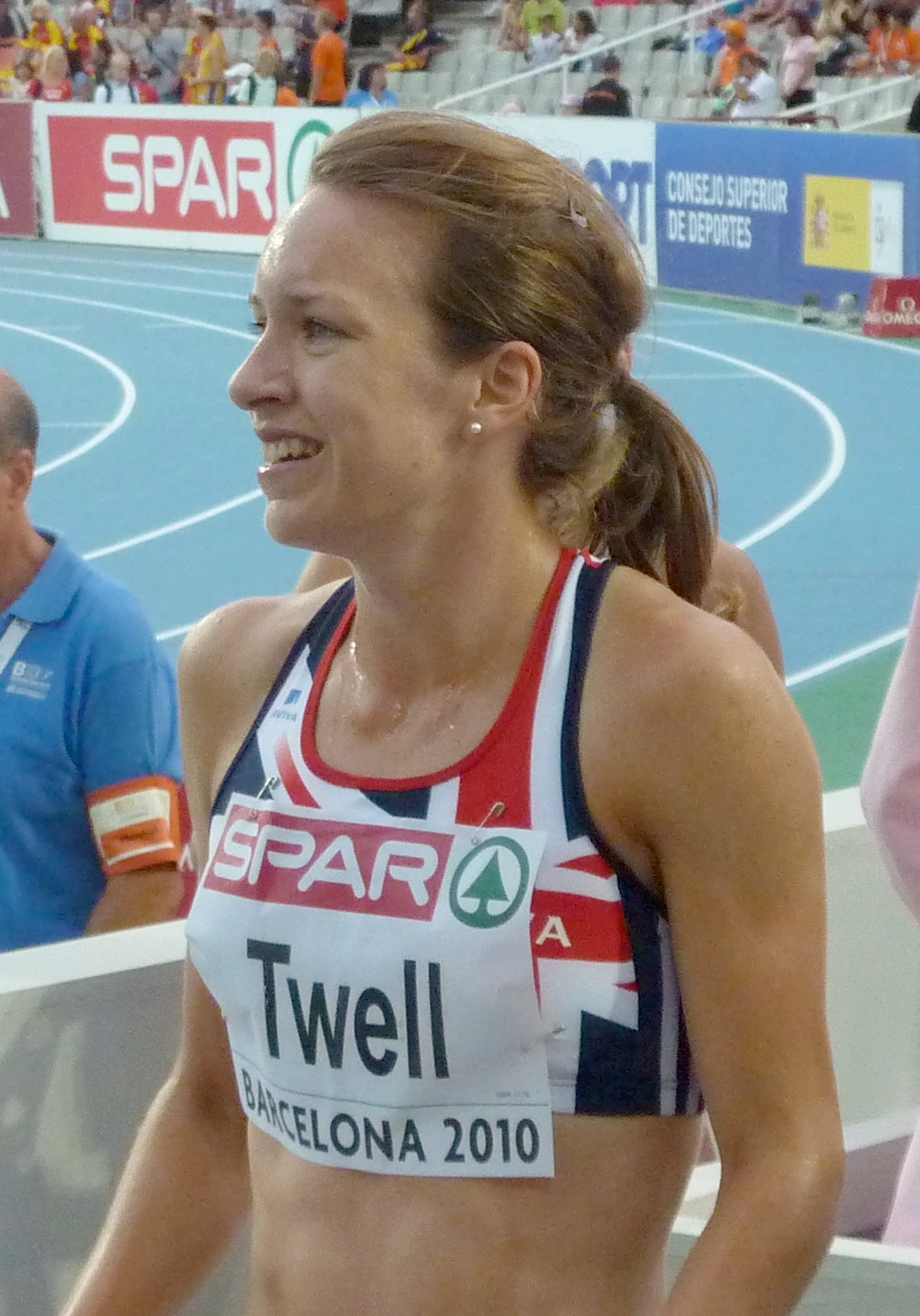
Stephanie Twell (ganz links) – Platz zehn

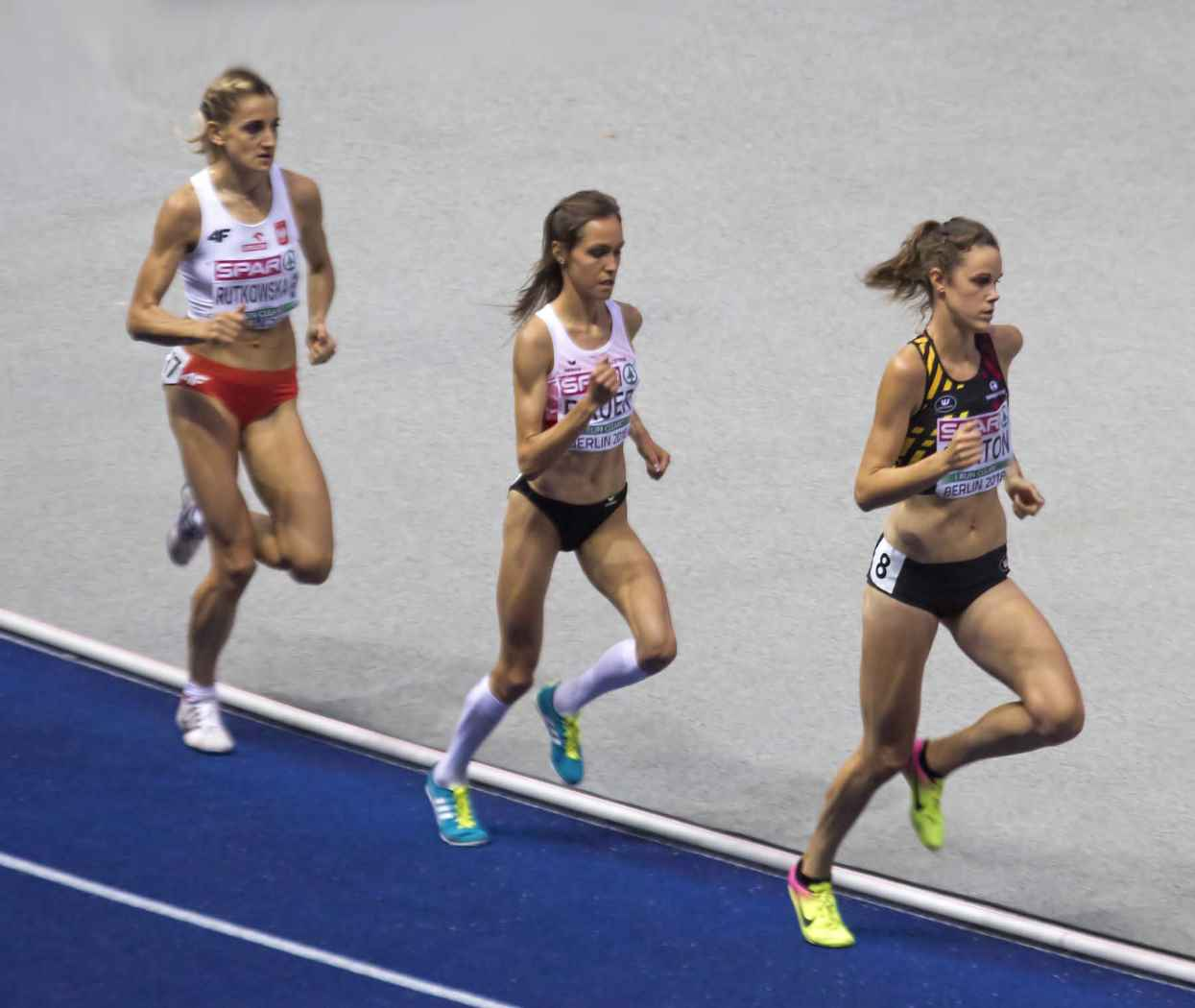
Katarzyna Rutkowska (ganz links) – Platz elf
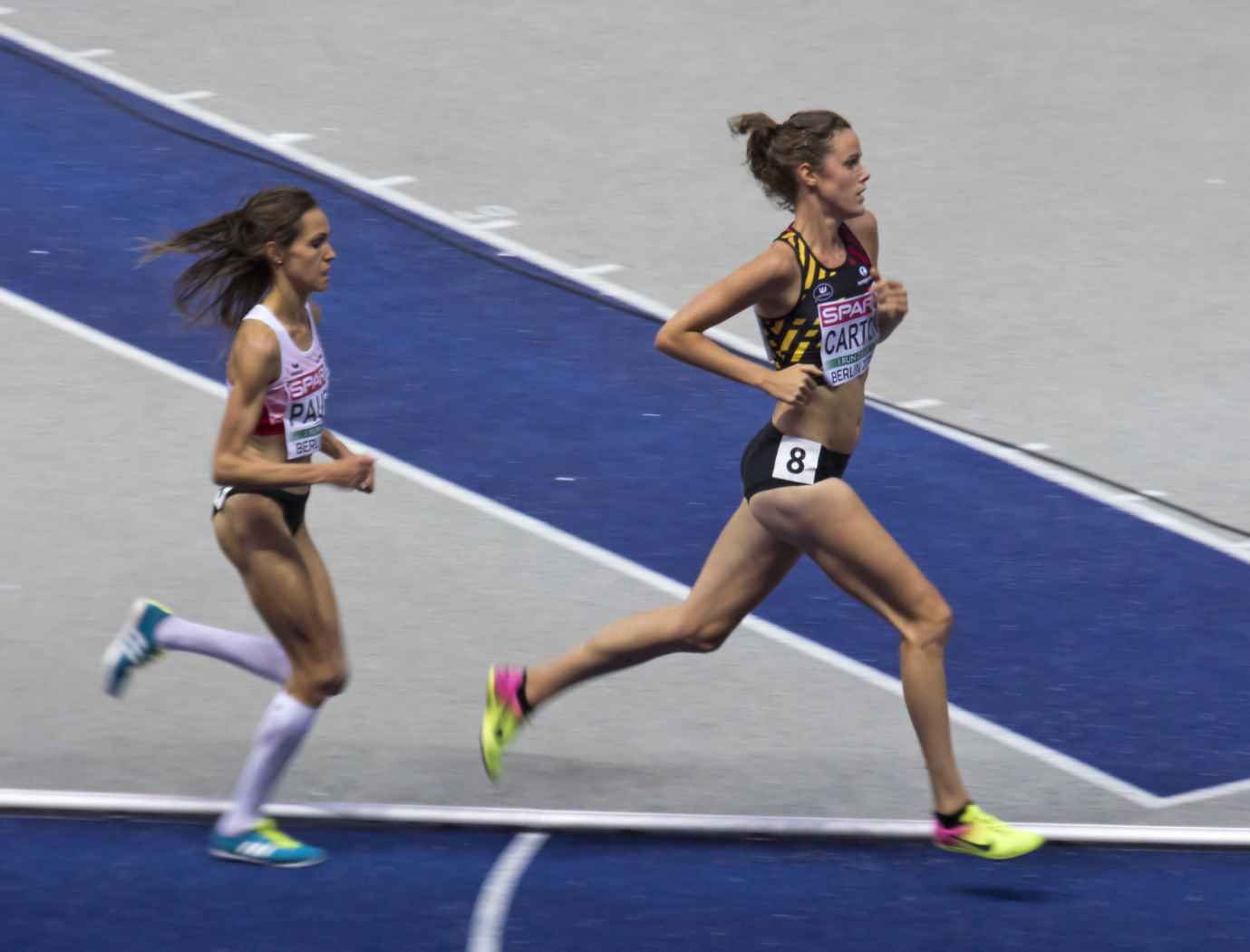
Louise Carton (rechts), Platz dreizehn / NadaIna Pauer. disqualifiziert
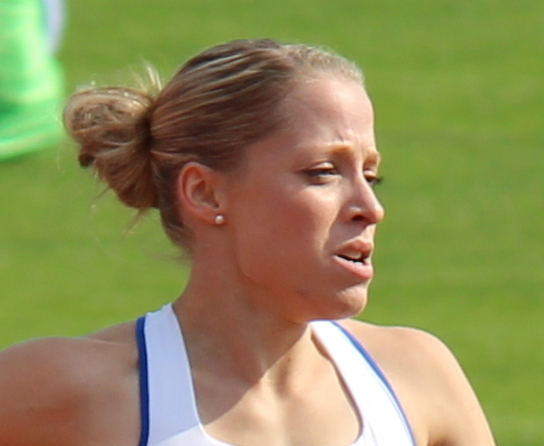
Denise Krebs – Platz vierzehn
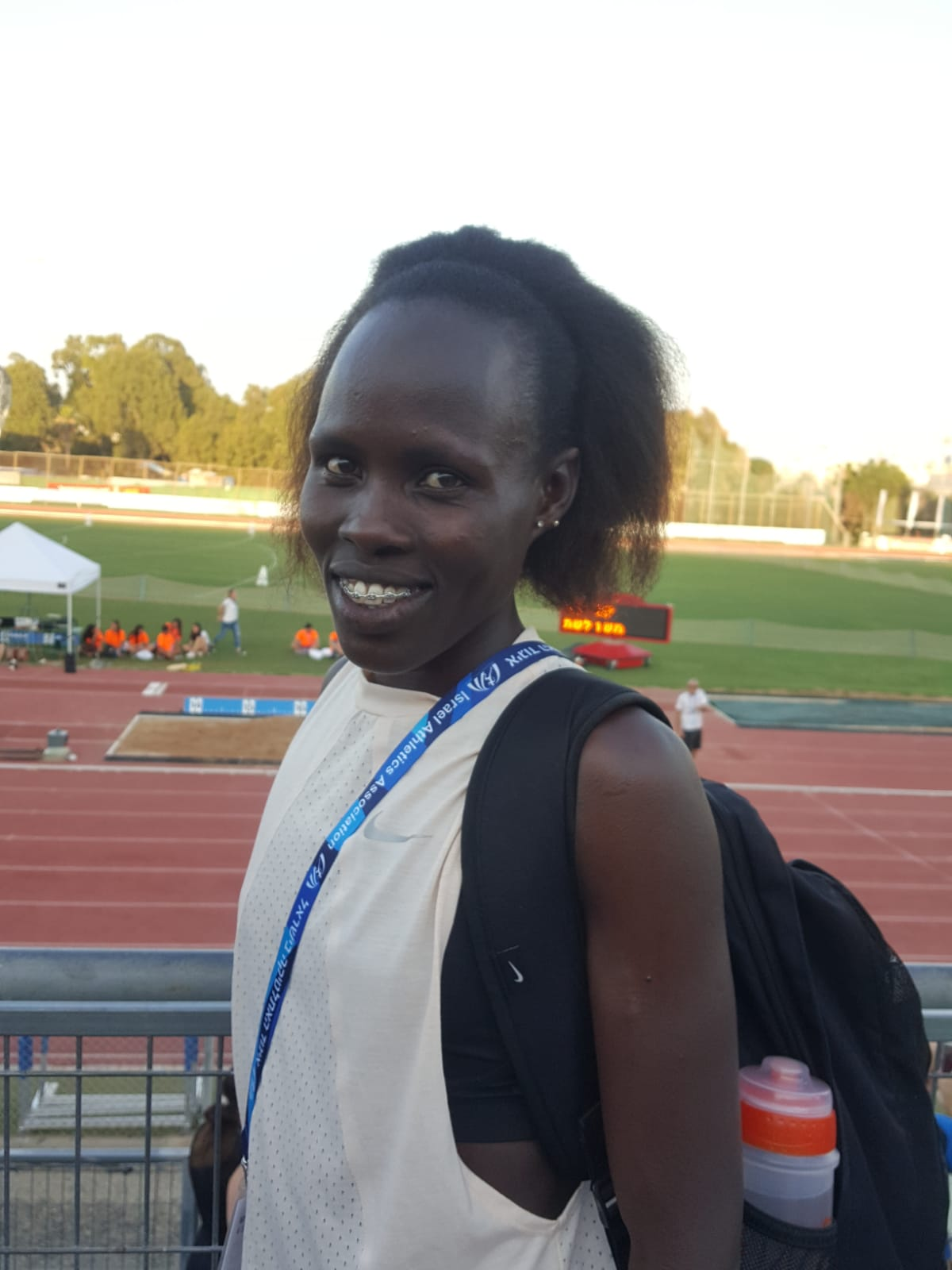
Lonah Chemtai Salpeter – disqualifiziert